# Completoriaceae
Completoriaceae är en familj av svampar. Completoriaceae ingår i ordningen Entomophthorales, divisionen oksvampar och riket svampar.
|                 | Neozygitaceae                 |
|                 |                               |
|                 | Meristacraceae                |
|                 |                               |
| Completoriaceae | \| \| Completoria \| \| \| \| |
|                 | \| \| Completoria \| \| \| \| |
|                 | Ancylistaceae                 |
|                 |                               |
|                 | Zygaenobia                    |
|                 |                               |
|                 | Completoria                   |
|                 |                               |

|  | Completoria |
|  |             |